# Islas De Long
Las islas De Long (del ruso: Острова Де-Лонга, De-Ostrova Longa) son un grupo de islas aisladas y deshabitadas localizadas en el ártico siberiano, consideradas como parte del archipiélago de las islas de Nueva Siberia.
Administrativamente, todas las islas pertenecen a la República de Saja (Yakutia) de la Federación de Rusia. 
El archipiélago lleva el nombre del descubridor de tres de las islas del grupo, el explorador norteamericano George Washington DeLong, que estuvo en ellas en 1881.

## Geografía
Las islas De Long se localizan al noreste de la isla de Nueva Siberia y constan de cinco islas principales, además de algunos islotes menores, con una superficie total de 228 km². Estas islas se encuentran alrededor de los 77° N y están parcialmente cubiertas por glaciares, que descienden desde los picos. En 1996, la superficie total cubierta por campos de hielo y glaciares en estas islas era de 80,6 km². Son las siguientes islas: 
- Isla Jeannette (о. Жанне́тты; Ostrov Zhanetta), un pequeño islote de 0,2 km², con una altura máxima de 250 m y el 30% glaciarizado. Fue descubierto el 16 de mayo de 1881 por William Dunbar a bordo de la Jeanette. (76°47′N 158°02′E / 76.783, 158.033)[2]

- Isla Henrietta (о. Генрие́тты; Ostrov Genriyetta), una pequeña isla de 7 km², con una altura máxima de 340 m y el 40% glaciarizado. Fue descubierta el 20 de mayo de 1881 por Thomas Washington De Long a bordo de la Jeanette.(77°08′N 156°50′E / 77.133, 156.833)

- Isla de Bennett (о. Бе́ннетта) con 189 km², la isla más grande del grupo, y con una altura máxima de 448 m y el 60% glaciarizado. Fue descubierta el 15 de julio de 1881 por Aneguin a bordo de la Jeanette. (77°7′N 149°08′E / 77.117, 149.133)

- Isla Vilkítskogo (о. Вильки́цкого; Ostrov Vil'kitskogo), una pequeña isla de 2 km², con una altura máxima de solo 70 m, sin glaciarizar. Fue descubierta el 20 de agosto de 1913 por Aleksey Nikolayevich Zhokhov a bordo del rompehielos Taymyr. (76°13′N 155°55′E / 76.217, 155.917)

- Isla Zhokhov (о. Жо́хова), una pequeña isla de 40 km², con una altura máxima de 120 m, sin glaciarizar. Fue descubierta el 27 de agosto de 1914 por Per Alekseyevich Novopashennyy a bordo del rompehielos  Vaygach. . (76°08′N 152°45′E / 76.133, 152.750)

## Geología
Las islas De Long fueron una vez los principales cerros de la Gran Llanura del Ártico, que en el Pleistoceno tardío era la parte norte de Beringia, entre Siberia y Alaska durante el Último Máximo Glacial (época Weichselian tardía). Estas islas son lo que queda de alrededor de 1,6 millones de kilómetros cuadrados de la, formalmente subaérea, Gran Llanura del Ártico, ahora sumergida bajo el océano Ártico y el mar de Siberia Oriental. En la mayor extensión de esta llanura, durante el último Máximo Glacial, el nivel del mar estaba 100-120 m por debajo del nivel del mar moderno y la línea de costa se encontraba 700-1000 kilómetros al norte de su posición actual. Esta llanura no estaba excesivamente glacializada ni durante el Pleistoceno Superior, ni durante el último Máximo Glacial, ya que estaba en la sombra orográfica del campo de hielo de la Europa del Norte. La Gran Llanura del Ártico quedó sumergida, a excepción de las islas de Nueva Siberia y otras islas aisladas, en un período de tiempo relativamente corto de 7000 años, durante el Primer-medio Holoceno.
Durante el extremadamente frío polar del Último Máximo Glacial (época Weichselian tardía), 17.000 a 24.000 BP, pequeños casquetes de hielo hicieron su aparición sobre las islas De Long. Fragmentos de estos casquetes de hielo se conservan en las islas Jeannette, Henrietta, y Bennett. Vestigios de los antiguas pendientes y circos glaciares del Weichselian tardío se conservan en la isla de Zhokhov, conservados en forma de hielo enterrado en los depósitos de tierra.
Rocas del primer Paleozoico, Paleozoico Medio, Cretácico y Neógeno han sido encontradas a lo largo de las islas De Long. Las rocas del Paleozoico temprano son rocas sedimentarias del Cámbrico y Ordovícico, interestratificadas con pequeñas cantidades de caliza. Las rocas del Paleozoico Medio consisten predominantemente en rocas, muy dobladas y falladas, volcanoclasticas basálticas, andesíticas y dioriticas, tobas, lavas, diques y Sill. Las rocas del Cretácico se componen de basaltos e interestratificados, argilitas, areniscas y en menor medida, carbones. Las rocas más jóvenes expuestas en las islas De Long son rocas volcánicas basálticas del Neógeno.

## Historia
Las isla Jeannette, Henrietta y Bennett fueron descubiertas en 1881 por la expedición de la USS Jeannette dirigida por el teniente comandante George W. DeLong, de la Armada de los Estados Unidos. Las islas De Long fueron reclamadas por los EE. UU. El Departamento de Estado de los Estados Unidos afirmó que ninguna reclamación ha sido hecha por los Estados Unidos sobre cualquiera de las islas aunque en 1882 el Departamento de la Armada de los Estados Unidos afirmó que se había tomado posesión de la isla Henrietta.
En agosto de 1901, el buque ártico ruso Zarya cruzó el mar de Láptev a la búsqueda de la legendaria Tierra de Sánnikov (Zemlya Sannikova), pero pronto quedó bloqueado en la banquisa en las islas de Nueva Siberia. Durante 1902, los intentos de llegar a esa tierra de Sannikov siguieron mientras el Zarya se encontraba atrapado en el hielo fijo. EL explorador ruso Eduard Toll y tres de sus compañeros desaparecieron para siempre en noviembre de 1902 mientras iban hacia el sur desde isla de Bennett sobre témpanos de hielo flotantes.[
Las islas Vilkitsky y Zhokhov fueron descubiertas por Boris Vilkitsky durante la Expedición Hidrográfica del Océano Ártico que encabezó en 1913 y 1914, respectivamente. Se encuentran ligeramente más al sur (alrededor de 76° N) y no están glaciadas y son muy bajas. 
En isla Henrietta hubo una estación polar de investigación entre 1937 y 1963.